# Ken Southworth
Ken Southworth (Farnworth, 22 de setembro de 1918 - Anaheim, 6 de dezembro de 2007) foi um animador inglês, cartunista e instrutor de animação que trabalhou para vários dos principais estúdios de animação ao longo de sua carreira de quase 60 anos, incluindo Walt Disney Studios, Hanna-Barbera, Filmation, Warner Bros., MGM, Walter Lantz e Clokey Productions. Seus créditos incluíram Alice no país das maravilhas da Disney e Legend of Sleepy Hollow, bem como The Flintstones de Hanna-Barbera, Space Ghost e Dino Boy, Scooby-Doo, Where Are You! e os Smurfs entre outros. 

## Biografia
Ken Southworth nasceu em Farnworth, Lancashire, Inglaterra, em 22 de setembro de 1918. Ele ganhou uma bolsa de estudos no Chicago Art Institute e se mudou para os EUA quando tinha apenas 10 anos de idade. 
Southworth possuía dupla cidadania nos Estados Unidos e no Reino Unido, mas trabalhava principalmente nos EUA. 

## Carreira
Southworth começou a trabalhar como animador do Walt Disney Animation Studios em 1944. Ele ajudou o lendário animador Milt Kahl com Alice no País das Maravilhas (1951), completando grande parte da animação bruta do filme. Ele também ajudou o animador Frank Thomas com o personagem Wicked Stepmother em Cinderela. Outras contribuições de Southworth na Disney incluíam The Adventures of Ichabod e Mister Toad, The Three Caballeros (1944) e Song of the South, além de vários curtas  com personagens icônicos da Disney, como Pluto, Pateta e Pato Donald.
Southworth trabalhou brevemente em vários estúdios de animação menores depois de trabalhar na Disney, incluindo MGM, Rudy Cataldi Productions e Sam Sing Productions. Ele é creditado por ter criado a sequência do título de abertura de Woody Woodpecker enquanto trabalhava para Walter Lantz.
Mais tarde, ele trabalhou na central de animação Hanna-Barbera por vinte e um anos. Seus créditos na Hanna-Barbera incluem Scooby-Doo, Huckleberry Hound, The Flintstones, Jonny Quest, Space Ghost, Top Cat, Os Smurfs e Swat Kats. Ele voltou para Hanna-Barbera em meados da década de 1980, a fim de ministrar cursos de animação básica. Ele dirigiu todos os 100 episódios de QT Hush, produzido pela Animation Associates em cores, e foi ao ar em syndication de setembro de 1960 a fevereiro de 1961. 
O trabalho posterior de Southworth incluiu a animação Looney Tunes, que foi apresentada no filme de ação ao vivo Gremlins 2: The New Batch e no filme Filmation, Pinóquio e o Imperador da Noite.
Southworth também foi um dos principais professores e instrutores no campo da animação. Além de Hanna-Barbera, Southworth ministrou seminários e cursos em várias instituições, incluindo Glendale Animation Studios, Instituto de Arte do Sul da Califórnia, Universidade Estadual da Califórnia, Fullerton, Detroit Center for Creative Studies e VanArts.

## Morte
Ken Southworth morreu em sua casa em Anaheim, Califórnia, em 6 de dezembro de 2007, aos 89 anos de idade, após uma série de Acidentes vasculares cerebrais.